# کراچی (ارژن)
کراج (ارژن)، روستایی از توابع بخش ارژن شهرستان شیراز در استان فارس ایران است.

## جمعیت
این روستا در دهستان کوه مره سرخی قرار دارد و براساس سرشماری مرکز آمار ایران در سال ۱۳۸۵، جمعیت آن ۲۱۶ نفر (۵۱خانوار) بوده‌است.